# Издаја
Издаја је облик преваре, када се изневјери нечије повјерење, нечија очекивања или се повриједе интереси групе којој субјекат припада. Најчешће узрокује јаке осуде и није омиљена ни међу онима којима иде у корист. Кроз вјекове издаја је сматрана једним од најгорих чинова које особа може урадити за групу којој припада (државу, народ, племе, војску итд.) и углавном се ригорозно кажњавала.

## Политичка издаја
Иако се данас убиство сматра најгорим злочином, у прошлости се политичка издаја (државе, народа итд.) сматрала гором. У енглеском закону средњег вијека издаја се кажњавала вјешањем, дављењем и, на крају, сјечењем на четири дијела за мушкарце, осносно спаљивањем на ломачи за жене (закон који је важио све до 1814).

## Књижевност
У српској историји, књижевности и митологији Вук Бранковић се сматра великим грешником јер је издао српски народ у Косовској бици. У Шекспировој представи Краљ Лир сазнаје да га је кћерка јавно осрамотила (што се такође сматрало издајом) и каже: „Није могла то учинити, не би она то, то је горе од убиства“. У Дантеовој „Божанственој комедији“ најнижи кругови пакла су одређени за издајнике. У хришћанству, Јуда, који је издао Исуса Христа је изложен најгорим мукама и његово име се често користи за издајнике, као и Квислингово.

## Лична издаја
У прошлости се и превара мужа сматрала издајом. Особа која изда блиску или драгу особу често пати од својеврсне трауме, сличне психолошком стресу.
Ако издате некога, губите једно од највећих блага живота, губите способност да вјерујете. Јер, без повјерења, љубав није могућа— Раџниш Ошо

## Траума издаје
Траума издаје има симптоме сличне посттрауматском стресном поремећају, иако је елемент амнезије и дисоцијације вероватно већи.
Кључна разлика између традиционалног посттрауматског стресног поремећаја (PTSD) и трауме издаје је у томе што се први историјски посматра као узрокован првенствено страхом, док је траума издаје одговор на екстремни бес. Страх и бес су две стране одговора бори се или бежи, и као такви су наше најјаче и најосновније психолошке емоције.

## У романтичним везама
Џон Готманов рад Шта чини љубав трајном? описује издају као „штетног освајача, који долази са великом прикривеношћу“ који подрива наизглед стабилне романсе и лежи у срцу сваке неуспешне везе, чак и ако пар тога није свестан. Готман је израчунао метрику издаје тако што је израчунао колико је сваки партнер био невољан да се жртвује за другог и везу. Стално повишена метрика издаје служила је као показатељ да је пар у опасности од неверства или друге озбиљне нелојалности. Неке врсте издаје у романтичним везама укључују сексуалну неверу, условну посвећеност, несексуалну аферу, лагање, формирање коалиције против партнера, одсуство или хладноћу, повлачење сексуалног интереса, непоштовање, неправедност, себичност и кршење обећања.

## Двострука превара
Двоструки превара је фраза која значи преварити двоструким делом.

## Слепило издајства
Издајничко слепило је несвесност, непознавање и заборав који људи показују према издаји.
Термин „слепило издаје“ је увео Фројд 1996. године, а проширио га је 1999. Затим су слепило изјаве поново нагласили Фрејд и Бирел 2013. године кроз теорију Трауме издаје. Ово слепило за издају може се проширити и на издаје које се не сматрају традиционалним траумама, као што су прељуба и неједнакости. Издајничко слепило није искључиво само за жртве. Починиоци и сведоци такође могу показати слепило за издају како би сачували личне односе, своје односе са институцијама и друштвеним системима од којих зависе.
Израз „институционална издаја” односи се на неправде које је починила институција над појединцима који зависе од те институције. Ово укључује неуспех да се спрече или реагује са подршком на кривична дела појединаца (нпр. сексуални напад) почињен у контексту институције.